# 힌두스탄 항공
힌두스탄 항공 유한회사(Hindustan Aeronautics Limited, HAL)은 인도 국유의 항공우주 및 방위산업 기업으로, 인도 벵갈루루에 본사가 있다. 1940년 12월 23일 설립된 HAL은 오늘날 세계에서 가장 오래되고 가장 큰 항공우주 및 방위산업 제조사들 중 하나이다. HAL은 1942년 초 항공기 제조를 시작했다. HAL은 현재 인도 전역에 11곳의 전문 연구개발(R&D) 센터, 그리고 4개의 생산시설 하의 21곳의 제조부서를 보유하고 있다.
1940년 12월 23일 벵갈루루에 설립된 HAL의 최초 이름은 힌두스탄 항공기(Hindustan Aircraft Limited)였다.

## 같이 보기
- 국방연구개발기구